# Große Synagoge (Kremenez)

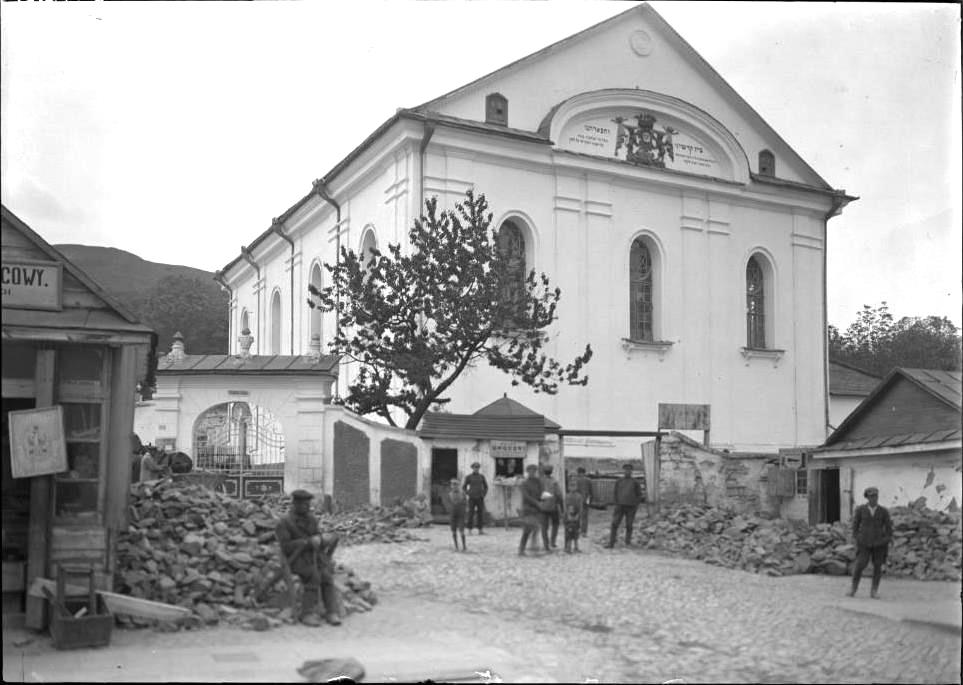
Große Synagoge (1925)

Die Große Synagoge in Kremenez, einer ukrainischen Stadt in der Oblast Ternopil, wurde in der ersten Hälfte des 19. Jahrhunderts gebaut und im Zweiten Weltkrieg zerstört.

## Geschichte
Nachweislich einer Inschrift an der östlichen Fassade wurde die Synagoge von 1805 bis 1839 erbaut. Sie stand an der Stelle einer früheren Synagoge. In der Literatur wird auch gelegentlich das frühe 18. Jahrhundert als Bauzeit angegeben. Dies ist falsch und beruht wahrscheinlich auf der Ähnlichkeit der Innenausstattung mit der des 100 Jahre früher erbauten barocken Jesuitenkollegs (später Lyzeums).
Die Synagoge wurde 1941 von den deutschen Besatzern angesteckt und später völlig abgerissen. Heute befindet sich an dieser Stelle ein öffentlicher Park.
Von den 18 Bethäusern und Synagogen in der Zwischenkriegszeit ist in Kremenez heute nur noch das Synagogengebäude in der Dubensker Vorstadt vorhanden, das nach Umbauten als Busbahnhof genutzt wird.

## Architektur

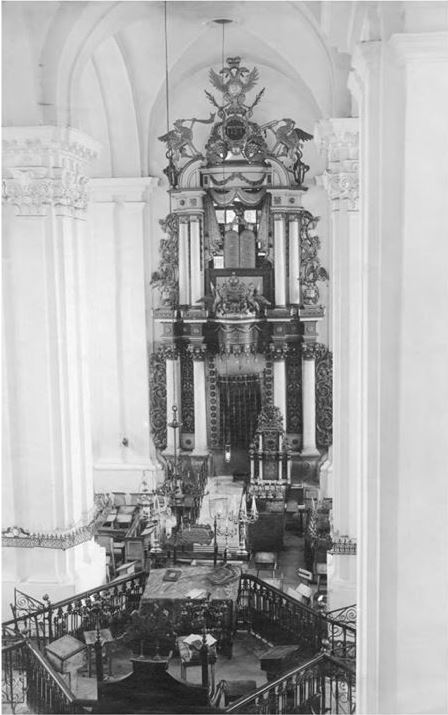
Innenansicht mit Bima und Toraschrein

Das rechteckige Gebäude bestand aus der Haupthalle und im Westen einer Vorhalle, über der sich die Gebetsräume der Frauen befanden. Dazu gab es im Westen und Norden niedrigere Anbauten. Pilasterpaare unterteilten die Wandflächen; je vier auf den längeren Seiten im Süden und im Norden sowie drei im Osten und im Süden. Zwischen diesen befanden sich schlanke, hohe Rundbogenfenster.
Das Dach war zur Ostseite hin ein Giebeldach und im Westen über Vorhalle und Frauenräumen ein Walmdach. Der Giebel war mit einem Halboval verziert, in dem sich zwei aufgestellte Löwen, ein Davidstern und eine Krone befanden.
Die Haupthalle hatte in der Mitte vier rechteckige Pfeiler, wodurch die Decke in neun gleich große Felder aufgeteilt wurde; ein Stilelement vieler Synagogen in Galizien und Wolhynien. Die acht äußeren Felder hatten ein Kreuzgewölbe und das Innere die Form achteckigen einer Kuppel. Zwischen den Pfeilern in der Mitte der Haupthalle befand sich die achteckige Bima mit einem gusseisernen Geländer.
Der reich verzierte, hohe Toraschrein stand an der Ostwand und verdeckte das mittlere Fenster. Er bestand aus mehreren Ebenen mit Säulenpaaren an den Seiten. Er hat große Ähnlichkeit mit dem Schrein in der Synagoge in Berestetschko. Seine Erstellung auf die Zeit um 1880 geschätzt.